# 天池店乡
天池店乡，是中华人民共和国山西省太原市娄烦县下辖的一个乡镇级行政单位。

## 行政区划
天池店乡下辖以下地区：
王家崖村、大树村、河北村、下冶南村、上冶南村、孔河沟村、窑儿上村、南岔村、天池店村、鹰落沟村、韩家沟村、兑集沟村、大娄则村、陈家庄村、顺道村、石家岩村、白家滩村、圪垛村、东沟塔村和西舍沟村。